# Carl Anton Ferdinand von Forstenburg
Carl Anton Ferdinand Graf von Forstenburg (* 29. Dezember 1767 in Braunschweig; † 24. September 1794 in Frankfurt am Main) war ein preußischer Offizier und außerehelicher Sohn des Erbprinzen Karl Wilhelm Ferdinand von Braunschweig und Maria Antonia von Branconi.

## Leben
Auf einer Reise nach Italien lernte Herzog Karl Wilhelm Ferdinand 1766 seine langjährige Mätresse Maria Antonia von Branconi kennen. Aus dieser Beziehung entspross Karl Anton Ferdinand, der am 29. Dezember 1767 geboren und in der Andreaskirche protestantisch getauft wurde. Der als Taufzeuge fungierende Großvater  Herzog Karl I. setzte sich für die Erhebung des unehelichen Kindes als Graf Forstenburg in den Reichsgrafenstand ein. Am Anfang des Jahres 1773 wurde seine Erziehung an den Literaturhistoriker und Hochschullehrer Johann Joachim Eschenburg übertragen. Diese wurde ab dem 23. Juni 1777 von Carl Johann Conrad Michael Matthaei fortgeführt wurde, mit welchem er kurz darauf für einige Jahre nach Straßburg umzog. Dort wurde der erst 10-jährige Graf zusammen mit seinem Lehrer an der Universität Straßburg immatrikuliert.
Im Februar 1785 begab sich Graf Forstenburg nach Lothringen, wo er als Offizier in das Dragonerregiment Schonberg eintrat. In der Schlacht bei Kaiserslautern Ende November 1793, bei der sein Vater als Befehlshaber fungierte, erlitt er schwere Verletzungen, denen er am 24. September 1794 erlag. Er wurde auf dem Peterskirchhof in Frankfurt beigesetzt.

## Andere Bekanntschaften
Carl Anton Ferdinand von Forstenburg war unter anderem bekannt mit Johann Caspar Lavater und  Fürst Franz, welche er zusammen mit seinem Lehrer Matthaei in Strasbourg empfing. Eine Bekanntschaft mit Goethe kann auch angenommen werden, da dieser öfters auf dem Gut Langenstein einkehrte, in welchem Carl Anton Ferdinand mehrere Jahre mit seiner Mutter verbrachte. Der Prinz  Louis Ferdinand von Preußen schuldete dem Grafen Forstenburg Geld für ein Pferd, so dass auch hier eine Bekanntschaft angenommen werden kann.